# Nabedache
I Nabedaches o Navedacho o Naoudiche sono un gruppo di nativi americani facenti parte della confederazione Hasinai. Il primo incontro fra essi e gli Europei avvenne nel 1686.